# Coupe d'Europe des nations d'athlétisme 1985
Navigation
CE des nations 1983 CE des nations 1987
La 10e coupe d'Europe des nations d'athlétisme se déroule les 17 et 18 août 1985 à Moscou en Union soviétique. 
Le nombre d'épreuves féminines passe de 15 à 16, avec l'ajout du 10 000 mètres.
L'Union soviétique s'impose chez elle dans les 2 épreuves, masculine et féminine, et rompt une domination est-allemande qui durait depuis dix ans.

## Finale «A»
| Place | Pays                 | Points |
| ----- | -------------------- | ------ |
| 1     | Union soviétique     | 125    |
| 2     | Allemagne de l'Est   | 114    |
| 3     | Allemagne de l'Ouest | 92     |
| 4     | Royaume-Uni          | 90     |
| 5     | Pologne              | 85     |
| 6     | Italie               | 72     |
| 7     | Tchécoslovaquie      | 72     |
| 8     | France               | 68     |

| Place | Pays                 | Points |
| ----- | -------------------- | ------ |
| 1     | Union soviétique     | 118    |
| 2     | Allemagne de l'Est   | 111    |
| 3     | Royaume-Uni          | 67     |
| 4     | Bulgarie             | 65     |
| 5     | Tchécoslovaquie      | 62     |
| 6     | Pologne              | 60     |
| 7     | Allemagne de l'Ouest | 57     |
| 8     | Italie               | 35     |

## Résultats par épreuve

### Hommes
| Épreuve | Or                                                                              | Or                   | Argent                                                             | Argent         | Bronze                                                        | Bronze         |
| --- | ------------------------------------------------------------------------------- | -------------------- | ------------------------------------------------------------------ | -------------- | ------------------------------------------------------------- | -------------- |
| 100 m (vent : +0,6 m/s) | Marian Woronin POL                                                              | 10 s 14              | Vladimir Muravyov RUS                                              | 10 s 22        | Frank Emmelmann GDR                                           | 10 s 33        |
| 200 m (vent : +0,2 m/s) | Frank Emmelmann GDR                                                             | 20 s 23 CR           | Aleksandr Yevgenyev URS                                            | 20 s 42        | Ralf Lübke FRG                                                | 20 s 43        |
| 400 m | Thomas Schönlebe GDR                                                            | 44 s 96 CR           | Vladimir Krylov URS                                                | 45 s 22        | Derek Redmond GBR                                             | 45 s 35        |
| 800 m | Tom McKean GBR                                                                  | 1 min 49 s 11        | Piotr Piekarski POL                                                | 1 min 49 s 73  | Peter Braun FRG                                               | 1 min 49 s 79  |
| 1 500 m | Steve Cram GBR                                                                  | 3 min 43 s 71        | Olaf Beyer GDR                                                     | 3 min 44 s 96  | Stefano Mei ITA                                               | 3 min 45 s 14  |
| 5 000 m | Alberto Cova ITA                                                                | 14 min 05 s 45       | Thomas Wessinghage FRG                                             | 14 min 05 s 72 | Steve Harris GBR                                              | 14 min 06 s 25 |
| 10 000 m | Alberto Cova ITA                                                                | 28 min 51 s 46       | Werner Schildhauer GDR                                             | 28 min 56 s 57 | Christoph Herle FRG                                           | 29 min 02 s 92 |
| 3 000 m steeple | Patriz Ilg FRG                                                                  | 8 min 16 s 14        | Boguslaw Maminski POL                                              | 8 min 17 s 40  | Joseph Mahmoud FRA                                            | 8 min 17 s 85  |
| 110 m haies (vent : +0,6 m/s) | Sergey Usov URS                                                                 | 13 s 56              | Daniele Fontecchio ITA                                             | 13 s 66        | Stéphane Caristan FRA                                         | 13 s 67        |
| 400 m haies | Harald Schmid FRG                                                               | 47 s 85 =CR          | Aleksandr Vasilyev URS                                             | 47 s 92 NR     | Mark Holtom GBR                                               | 50 s 47        |
| 4 × 100 m | URS Andrey Shlyapnikov Aleksandr Semyonov Aleksandr Yevgenyev Vladimir Muravyov | 38 s 28              | GDR Heiko Truppel Steffen Bringmann Olaf Prenzler Frank Emmelmann  | 38 s 53        | ITA Antonio Ullo Carlo Simionato Domenico Gorla Stefano Tilli | 38 s 88        |
| 4 × 400 m | FRG Erwin Skamrahl Klaus Just Harald Schmid Ralf Lübke                          | 3 min 00 s 36 CR, NR | GDR Guido Lieske Jens Carlowitz Mathias Schersing Thomas Schönlebe | 3 min 00 s 48  | GBR Alan Slack Kriss Akabusi Derek Redmond Todd Bennett       | 3 min 03 s 31  |
| Saut en hauteur | Ján Zvara TCH                                                                   | 2,29 m               | Gerd Wessig GDR                                                    | 2,29 m         | Igor Paklin URS                                               | 2,26 m         |
| Saut à la perche | Sergueï Bubka URS                                                               | 5,80 m CR            | Philippe Collet FRA                                                | 5,70 m         | Marian Kolasa POL                                             | 5,60 m         |
| Saut en longueur | Sergey Layevskiy URS                                                            | 8,19 m               | Jan Leitner TCH                                                    | 8,00 m         | Uwe Lange GDR                                                 | 7,96 m         |
| Triple saut | John Herbert GBR                                                                | 17,39 m              | Volker Mai GDR                                                     | 17,26 m        | Oleg Protsenko URS                                            | 16,99 m        |
| Lancer du poids | Sergey Smirnov URS                                                              | 22,05 m CR, NR       | Alessandro Andrei ITA                                              | 21,26 m        | Udo Beyer GDR                                                 | 20,51 m        |
| Lancer du disque | Imrich Bugár TCH                                                                | 66,80 m              | Georgiy Kolnootchenko URS                                          | 65,60 m        | Dariusz Juzyszyn POL                                          | 65,12 m NR     |
| Lancer du marteau | Jüri Tamm URS                                                                   | 82,90 m CR           | František Vrbka TCH                                                | 80,38 m NR     | Matthias Moder GDR                                            | 77,88 m        |
| Lancer du javelot | Uwe Hohn GDR                                                                    | 92,88 m CR           | Viktor Yevsyukov URS                                               | 88,26 m        | Zdenek Adamec TCH                                             | 86,08 m        |
| Records et Performances - AR : Record continental (area record) - CR : Record des championnats (championship record) - MR : Record du meeting (meet record) - NR : Record national (national record) - OR : Record olympique (olympic record) - PR : Record paralympique (paralympic record) - PB : Record personnel (personal best) - SB : Meilleure performance personnelle de la saison (season's best) - WL : Meilleure performance mondiale de l'année (world leader) - WJR : Record du monde junior (world junior record) - WR : Record du monde (world record) Circonstances et Conditions - DNF : N'a pas terminé (did not finish) - DNS : N'a pas pris le départ (did not start) - DQ : Disqualification (disqualification) - NM : Aucun essai valable enregistré (No Mark) - Q : Qualifié « directement » au prochain tour (ou à la prochaine compétition), lors d'une compétition majeure, grâce au classement ou à la réalisation des minima (automatic qualifier) - q : Qualifié au prochain tour (ou à la prochaine compétition), lors d'une compétition majeure, grâce au repêchage ou à la réalisation de l'une des meilleures performances parmi celles des « non qualifiés directement » (grâce au meilleur temps ou à la meilleure distance par exemple) (secondary qualifier) |                                                                                 |                      |                                                                    |                |                                                               |                |

### Femmes
| Épreuve | Or                                                                    | Or                   | Argent                                                                          | Argent         | Bronze                                                                       | Bronze         |
| --- | --------------------------------------------------------------------- | -------------------- | ------------------------------------------------------------------------------- | -------------- | ---------------------------------------------------------------------------- | -------------- |
| 100 m (vent : +0,1 m/s) | Marlies Göhr GDR                                                      | 10 s 95 CR           | Marina Zhirova URS                                                              | 10 s 98        | Anelia Nuneva BUL                                                            | 11 s 14        |
| 200 m (vent : +0,2 m/s) | Marita Koch GDR                                                       | 22 s 02 CR           | Elvira Barbashina URS                                                           | 22 s 70        | Ewa Kasprzyk POL                                                             | 22 s 72        |
| 400 m | Olga Vladykina URS                                                    | 48 s 60 =CR, NR      | Kirsten Emmelmann GDR                                                           | 50 s 20        | Rositsa Stamenova BUL                                                        | 51 s 75        |
| 800 m | Jarmila Kratochvílová TCH                                             | 1 min 55 s 91 CR     | Nadezhda Olizarenko URS                                                         | 1 min 56 s 63  | Christine Wachtel GDR                                                        | 1 min 56 s 71  |
| 1 500 m | Ravilya Agletdinova URS                                               | 3 min 58 s 40 CR     | Christina Boxer GBR                                                             | 4 min 02 s 58  | Hildegard Körner GDR                                                         | 4 min 03 s 55  |
| 3 000 m | Zola Budd GBR                                                         | 8 min 35 s 32 CR, NR | Zamira Zaytseva URS                                                             | 8 min 35 s 74  | Ulrike Bruns GDR                                                             | 8 min 36 s 51  |
| 10 000 m | Olga Bondarenko URS                                                   | 31 min 47 s 38 CR    | Ines Bibernell GDR                                                              | 32 min 47 s 42 | Angela Tooby GBR                                                             | 33 min 04 s 66 |
| 100 m haies (vent : +1,6 m/s) | Ginka Zagorcheva BUL                                                  | 12 s 77              | Vera Akimova URS                                                                | 12 s 80        | Cornelia Oschkenat GDR                                                       | 12 s 83        |
| 400 m haies | Sabine Busch GDR                                                      | 54 s 13 CR           | Marina Stepanova URS                                                            | 54 s 73        | Genowefa Blaszak POL                                                         | 55 s 90        |
| 4 × 100 m | GDR Silke Gladisch Marita Koch Ingrid Auerswald-Lange Marlies Göhr    | 41 s 65 CR           | URS Antonina Nastoburko Natalya Pomoshchnikova Marina Zhirova Elvira Barbashina | 42 s 00 NR     | POL Elzbieta Tomczak Iwona Pakula Ewa Pisiewicz Ewa Kasprzyk                 | 42 s 71 NR     |
| 4 × 400 m | URS Irina Nazarova Nadezhda Olizarenko Mariya Pinigina Olga Vladykina | 3 min 18 s 58 CR, NR | GDR Kirsten Emmelmann Sabine Busch Dagmar Neubauer Petra Müller                 | 3 min 20 s 10  | TCH Alena Bulirová Zuzana Moravčíková Milena Strnadová Jarmila Kratochvílová | 3 min 26 s 59  |
| Saut en hauteur | Stefka Kostadinova BUL                                                | 2,06 m CR            | Tamara Bykova URS                                                               | 2,02 m         | Susanne Helm GDR                                                             | 1,96 m         |
| Saut en longueur | Galina Chistyakova URS                                                | 7,28 m CR            | Heike Drechsler GDR                                                             | 7,23 m         | Sabine Braun FRG                                                             | 6,71 m         |
| Lancer du poids | Natalya Lisovskaya URS                                                | 21,10 m              | Helena Fibingerová TCH                                                          | 19,86 m        | Ines Müller GDR                                                              | 19,76 m        |
| Lancer du disque | Galina Savinkova URS                                                  | 70,24 m              | Martina Opitz GDR                                                               | 68,20 m        | Tsvetanka Khristova BUL                                                      | 62,92 m        |
| Lancer du javelot | Petra Felke GDR                                                       | 73,20 m CR           | Fatima Whitbread GBR                                                            | 71,90 m        | Natalya Kolenchukova URS                                                     | 65,92 m        |
| Records et Performances - AR : Record continental (area record) - CR : Record des championnats (championship record) - MR : Record du meeting (meet record) - NR : Record national (national record) - OR : Record olympique (olympic record) - PR : Record paralympique (paralympic record) - PB : Record personnel (personal best) - SB : Meilleure performance personnelle de la saison (season's best) - WL : Meilleure performance mondiale de l'année (world leader) - WJR : Record du monde junior (world junior record) - WR : Record du monde (world record) Circonstances et Conditions - DNF : N'a pas terminé (did not finish) - DNS : N'a pas pris le départ (did not start) - DQ : Disqualification (disqualification) - NM : Aucun essai valable enregistré (No Mark) - Q : Qualifié « directement » au prochain tour (ou à la prochaine compétition), lors d'une compétition majeure, grâce au classement ou à la réalisation des minima (automatic qualifier) - q : Qualifié au prochain tour (ou à la prochaine compétition), lors d'une compétition majeure, grâce au repêchage ou à la réalisation de l'une des meilleures performances parmi celles des « non qualifiés directement » (grâce au meilleur temps ou à la meilleure distance par exemple) (secondary qualifier) |                                                                       |                      |                                                                                 |                |                                                                              |                |

## Finale «B»
La finale « B » est disputée à Budapest les 10 et 11 août 1985.
| Place | Pays        | Points |
| ----- | ----------- | ------ |
| 1     | Espagne     | 116    |
| 2     | Bulgarie    | 113    |
| 3     | Hongrie     | 106,5  |
| 4     | Finlande    | 82,5   |
| 5     | Suisse      | 82     |
| 6     | Yougoslavie | 81     |
| 7     | Grèce       | 81     |
| 8     | Norvège     | 57     |

| Place | Pays        | Points |
| ----- | ----------- | ------ |
| 1     | France      | 102    |
| 2     | Roumanie    | 101    |
| 3     | Hongrie     | 82     |
| 4     | Finlande    | 69     |
| 5     | Pays-Bas    | 68     |
| 6     | Suède       | 61     |
| 7     | Yougoslavie | 57     |
| 8     | Danemark    | 35     |

## Finales «C»
Les deux finales, C1 et C2, ont la même valeur. Elles permettent de se qualifier pour la finale B deux ans après.
Elles se déroulent les 10 et 11 août 1983 à Schwechat (Autriche) et à Reykjavik.

### Messieurs
| Place | Pays     | Points |
| ----- | -------- | ------ |
| 1     | Autriche | 75     |
| 2     | Portugal | 72     |
| 3     | Pays-Bas | 68     |
| 4     | Chypre   | 48     |
| 5     | Turquie  | 37     |

| Place | Pays     | Points |
| ----- | -------- | ------ |
| 1     | Suède    | 79     |
| 2     | Belgique | 68     |
| 3     | Danemark | 54     |
| 4     | Irlande  | 53     |
| 5     | Islande  | 45     |

### Dames
| Place | Pays     | Points |
| ----- | -------- | ------ |
| 1     | Suisse   | 82     |
| 2     | Espagne  | 68     |
| 3     | Autriche | 65     |
| 4     | Portugal | 52     |
| 5     | Chypre   | 36     |
| 6     | Grèce    | 32     |

| Place | Pays     | Points |
| ----- | -------- | ------ |
| 1     | Norvège  | 49     |
| 2     | Belgique | 48     |
| 3     | Irlande  | 32     |
| 4     | Islande  | 30     |

|  | Vainqueur de la compétition |  | Promotion en division supérieure |  | Relégation en division inférieure |